# La mia geisha
La mia geisha (My Geisha) è un film del 1962 diretto da Jack Cardiff.
Prodotto dalla Paramount Pictures e interpretato da Yves Montand, Shirley MacLaine e Edward G. Robinson. Il film venne prodotto da Steve Parker - futuro marito della MacLaine - ed il copione fu scritto da Norman Krasna, autore dello stesso racconto sul quale si basava il film.

## Trama
Paul Robaix, un famoso regista, desidera girare un film ispirato all'opera lirica Madama Butterfly e si sta preparando a partire per il Giappone. Sua moglie, Lucy Dell fino a quel momento è stata la protagonista di molti dei migliori film del marito ed è molto più famosa di lui. Paul avverte la fama di sua moglie come un'ombra che grava sulle sue spalle e - pur amandola di un amore raro - desidera avere un suo successo personale, con un suo film nel quale non compaia la consorte. Scegliendo un soggetto come la Madama Butterfly egli potrà selezionare un'attrice diversa dalla moglie senza ferire i suoi sentimenti, visti gli ovvi motivi estetici: sua moglie ha gli occhi blu ed i capelli rossi, non potrebbe mai passare per una giapponese.
Di lì a pochi giorni Paul parte per il Giappone insieme all'attore designato per il ruolo di protagonista maschile, congedandosi dalla moglie all'aeroporto. Per fargli una sorpresa Lucy, accompagnata dal produttore del film che è anche un vecchio amico di famiglia, lo raggiunge a Tokyo ma una volta entrata nella casa da tè - dove il marito ed il responsabile giapponese della casa di produzione stanno concordando vari dettagli del film - cambia idea all'improvviso: viste entrare nella sala da pranzo alcune geishe in abiti e trucco tradizionali decide di abbigliarsi e truccarsi come loro, riservandosi di palesare durante il trattenimento la sua identità e dimostrare così al marito che può tranquillamente interpretare la parte di Madama Butterfly.
Durante la cena però cambia di nuovo idea: deliziata e sorpresa lei stessa di come sia riuscita a farsi passare per una giapponese addirittura agli occhi degli stessi giapponesi, decide di continuare ad indossare i panni della geisha per farsi assegnare il ruolo della protagonista del film. Questo anche perché la produzione non ha fiducia in un film dove lei non appaia e pretende che sia girato con un budget basso, il che significa in bianco-nero e senza buoni cantanti.
Di lì a poco Lucy viene chiamata a sostenere il provino dal marito, che non l'ha minimamente riconosciuta, ed ottiene la parte non come Lucy Dell ma come Yoko Mori, nome che si è inventato poco prima di salire sul set. La sua interpretazione è meravigliosa ma man mano nasce e cresce il disappunto: suo marito sembra avere un notevole feeling con il suo alter ego Yoko e manifesta il desiderio che sua moglie sia un po' più simile a lei.
La lavorazione volge al termine quando Paul viene chiamato in sala di montaggio per rimediare a un danno nella pellicola: nel vedere la proiezione in negativo del pezzo danneggiato appare evidentissimo il vero aspetto di Yoko, che altri non è che Lucy travestita e truccata da geisha. Il furore di Paul - che si sente ingannato come uomo e come professionista - è enorme, sia pur controllato e fa maturare in lui la decisione di vendicarsi elegantemente con il proporsi a Yoko come amante di una notte e di divorziare una volta tornato negli Stati Uniti.
Il piano originale di Lucy era di mostrarsi vestita da geisha al pubblico della première del film per poi immediatamente togliersi la parrucca e svelare la sua identità, ma il comportamento del marito - che effettivamente tenta di ottenere i favori di Yoko - la lascia sotto shock.
La lavorazione termina, con l'ultima scena - il suicidio della protagonista - di un realismo eccezionale, dovuto al dolore di Lucy per il presunto tradimento del marito. Quella sera stessa Lucy arriva ufficialmente in Giappone per presenziare alla prima del film, ma l'incontro con suo marito è cordiale ma freddo.
Mentre la prima è in corso, una geisha - Kasumi - che fino a quel momento ha fatto da "tutrice" a Lucy, le offre l'ultima possibilità di riconquistare il marito con una delicatissima lezione di vita: le offre in regalo un ventaglio dove è scritto in caratteri giapponesi l'antico proverbio "Nessuno conta più di te, marito mio, neanche io".
L'attrice si immerge in pochi istanti di profonda riflessione... e sul palcoscenico non si presenta Yoko in kimono, bensì Lucy in abito da sera che informa il pubblico che la prima attrice del film non sarà presente: la giovane geisha, ufficialmente, è entrata in convento per non uscirne mai più.